# Бондаренко, Артём Юрьевич (футболист)
Артём Ю́рьевич Бондаре́нко (укр. Артем Юрійович Бондаренко; род. 21 августа 2000, Черкассы) — украинский футболист, полузащитник донецкого «Шахтёра».

## Клубная карьера
Родился 21 августа 2000 года в Черкассах. В детско-юношеской футбольной лиге Украины выступал за черскасскую СДЮШОР (2012), днепропетровский «Днепр» (2013—2014), черкасский «Днепр-80» (2014) и Олимпийский колледж имени Ивана Поддубного (2015—2016). В 2016 году присоединился к академии донецкого «Шахтёра». Вместе с командой занял третье место в первенстве ДЮФЛ сезона 2016/17 для игроков до 17 лет.
В сезоне 2017/18 дебютировал в футболке «Шахтёра» в чемпионате Украины среди юношеских команд. Команда тогда завоевала серебро данного турнира. В следующем сезоне «Шахтёр» вновь занял второе место юношеского турнира, а Бондаренко стал лучшим бомбардиром чемпионата, забив 20 мячей. В сезонах 2018/19 и 2019/20 выступал за «Шахтёр» в Юношеской лиге УЕФА. В сезоне 2019/20 дебютировал в молодёжном первенстве Украины.
В январе 2020 года главный тренер «Шахтёра» Луиш Каштру впервые вызвал Бондаренко на тренировочные сборы, прошедшие в Турции, вместе с основным составом команды. В чемпионате Украины за «горняков» Бондаренко дебютировал 1 марта 2020 года в матче против полтавской «Ворсклы» (0:1). Из-за воспаления ахиллова сухожилия Бондаренко не тренировался с командой порядка двух недель в конце сезона 2019/20. По итогам сезона 2019/20 «горняки» оформили победу в чемпионате Украины, а Бондаренко провёл 5 матчей, голов не забивал.
Летом 2020 года перешёл на правах аренды в «Мариуполь». 18 сентября 2020 года забил свой дебютный гол в рамках чемпионата Украины (в 3-м матче за «Мариуполь» и в 8-м всего) в выездном матче 3-го тура УПЛ против «Днепра-1» (2:1), отличившись на 26-й минуте игры. По итогам онлайн-голосования Бондаренко был признан болельщиками лучшим игроком команды в сентябре 2020 года. 3 апреля 2021 года в домашнем матче 20-го тура чемпионата Украины против «Ингульца» (4:3) оформил свой первый в УПЛ хет-трик (два гола — с пенальти), который также стал и первым хет-триком в сезоне 2020/21. По итогу был признан лучшим игроком 20-го тура УПЛ.

## Карьера в сборной
Под руководством Сергея Попова в 2017 году провёл пять матчей за юношескую сборную Украины до 17 лет. Дебют в составе сборной до 19 лет состоялся 6 сентября 2018 года в товарищеском матче против Фарерских островов (3:0). В квалификации на юношеский чемпионат Европы 2019 года Бондаренко отыграл шесть игр.
В составе молодёжной сборной Украины дебютировал 4 сентября 2020 года в матче отбора к чемпионату Европы 2021 года против Дании (1:1). Перед игрой с Мальтой 13 ноября 2020 у него обнаружили COVID-19 из-за чего футболисту пришлось покинуть расположение сборной.
В июне 2023 года футболист отправился на молодёжный чемпионат Европы. Первый матч на турнире сыграл 21 июня 2023 года против сборной Хорватии. Вместе со сборной досрочно вышел в стадию плей-офф, выиграв первые 2 матча на групповом этапе. В четвертьфинальном матче 2 июля 2023 года победили сборную Франции и вышли в полуфинал чемпионата. Сыграл на турнире все пять встреч, забил два мяча.

## Достижения

### Командные
«Шахтёр» (Донецк)
- Чемпион Украины (3): 2019/20, 2022/23, 2023/24
- Бронзовый призёр чемпионата Украины: 2024/25
- Обладатель Кубка Украины (2): 2023/24, 2024/25
- Обладатель Суперкубка Украины: 2021

Сборная Украины
- Бронзовый призёр молодёжного чемпионата Европы: 2023

### Личные
- Лучший игрок месяца в «Шахтёре» (3): апрель 2023, май-июнь 2023, сентябрь 2024

## Статистика
| Выступление      | Выступление      | Выступление      | Чемпионат | Чемпионат | Кубок | Кубок | Еврокубки | Еврокубки | Прочие | Прочие | Итого | Итого |
| Клуб             | Лига             | Сезон            | Игры      | Голы      | Игры  | Голы  | Игры      | Голы      | Игры   | Голы   | Игры  | Голы  |
| ---------------- | ---------------- | ---------------- | --------- | --------- | ----- | ----- | --------- | --------- | ------ | ------ | ----- | ----- |
| Шахтёр (Донецк)  | Премьер-лига     | 2019/20          | 5         | 0         | 0     | 0     | 0         | 0         | 0      | 0      | 5     | 0     |
| Шахтёр (Донецк)  | Премьер-лига     | 2021/22          | 6         | 1         | 1     | 0     | 2         | 0         | 0      | 0      | 9     | 1     |
| Шахтёр (Донецк)  | Премьер-лига     | 2022/23          | 28        | 9         | 0     | 0     | 10        | 0         | 0      | 0      | 38    | 9     |
| Шахтёр (Донецк)  | Премьер-лига     | 2023/24          | 21        | 4         | 4     | 2     | 6         | 0         | 0      | 0      | 31    | 6     |
| Шахтёр (Донецк)  | Итого            | Итого            | 60        | 14        | 5     | 2     | 18        | 0         | 0      | 0      | 83    | 16    |
| → Мариуполь      | Премьер-лига     | 2020/21          | 21        | 8         | 2     | 0     | 0         | 0         | 0      | 0      | 23    | 8     |
| → Мариуполь      | Итого            | Итого            | 21        | 8         | 2     | 0     | 0         | 0         | 0      | 0      | 23    | 8     |
| Всего за карьеру | Всего за карьеру | Всего за карьеру | 81        | 22        | 7     | 2     | 18        | 0         | 0      | 0      | 106   | 24    |

1. ↑  Кубок Украины
2. ↑  Суперкубок Украины